# Jean-Baptiste Hellebaut

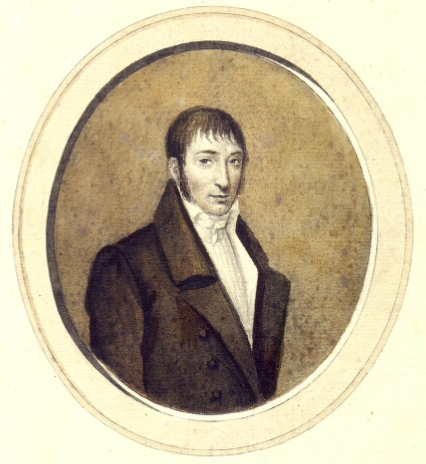
Jean-Baptiste Hellebaut (aquarel uit de Gentse universiteitsbibliotheek)

Jean-Baptiste Hellebaut (Gent, 8 augustus 1774 - aldaar, 27 oktober 1819) was een Belgisch rechtsgeleerde, hoogleraar en rector magnificus van de Rijksuniversiteit Gent.

## Biografie

### Familie
Jean-Baptiste Hellebaut was een zoon van horlogemaker Guilielmus Joannes Hellebaut en Maria Carolina Minne. Hij trouwde in 1806 in Aalter met Angelique Roelandts (1787-1863) die na zijn overlijden hertrouwde met rechtsgeleerde Jacques-Joseph Haus, eveneens rector magnificus van de Rijksuniversiteit Gent. Ze kregen een zoon en twee dochters.
- Marie-Jeanne Hellebaut (1808-1859), trouwde met Philippe de Rote (1803-1863), hoogleraar en rector magnificus van de Rijksuniversiteit Gent. Ze waren de schoonouders van Auguste Wagener, schepen van Gent, volksvertegenwoordiger, classicus en hoogleraar aan de Rijksuniversiteit Gent.
- Jean-Baptiste Hellebaut (1810-1864) kolonel, trouwde met Hélène d'Ester. Ze waren de ouders van luitenant-generaal Joseph Hellebaut, minister van Oorlog, en de grootouders van luitenant-generaal Albert Hellebaut, minister van Landsverdediging.
- Angelique Hellebaut (1811-1870), trouwde met Hippolyte Rolin (1804-1888), advocaat, schepen van Gent, volksvertegenwoordiger en minister van Openbare Werken. Ze waren de ouders van Gustave Rolin-Jaequemyns, rechtsgeleerde, diplomaat, schepen van Gent, volksvertegenwoordiger en minister van Binnenlandse Zaken, en baron Albéric Rolin, rechtsgeleerde en hoogleraar aan de Rijksuniversiteit Gent, en de grootouders van baron Edouard Rolin-Jacquemyns, baron Léon Rolin en Henri Rolin.

### Loopbaan
Hellebaut ging naar een particuliere school en tijdens de vakantie werkte hij als letterzetter en corrector bij de Gentse drukkerijen Spillebaut en P.F. de Goesin. Hij voltooide zijn humaniora bij de augustijnen en het Koninklijk College. Aan de Universiteit Leuven studeerde hij wijsbegeerte en rechten, totdat de universiteit in 1797 werd opgeheven. Hij voltooide zijn studies waarschijnlijk later dat jaar in Parijs.
In 1803 werd Hellebaut leraar wiskunde aan de École centrale in Gent. Een jaar later werd deze school vervangen door een lyceum met Franse leraars. Hij stapte over naar de door het stadsbestuur gesubsidieerde privéschool van Pierre Botte waar hij handelsrecht doceerde. Ook werkte hij op de stedelijke administratie, waarvoor hij besluiten en reglementen opstelde. Hij stapte nooit in de actieve politiek. Slechts na het vertrek van de Fransen in 1814 was hij korte tijd lid van het voorlopig bestuurscomité van het onbeheerde Scheldedepartement.
In maart 1804 schreef hij zich in aan de balie van Gent. Ook was hij actief in het Gentse gezelschapsleven, onder meer als opperdeken van de Sint-Antoniusgilde en voorzittend meester van de vrijmetselaarsloge La Félicité Bienfaisante.
In 1816 werd Hellebaut professor aan de pas opgerichte rechtenfaculteit van de Rijksuniversiteit Gent. Hij doceerde burgerlijk recht, rechtspraktijk, statistiek, publiek recht en volkenrecht. Ook werd hij decaan van de rechtenfaculteit en secretaris van de academische senaat. In 1819 benoemde koning Willem I hem tot rector magnificus voor het academiejaar 1819-1820, maar hij overleed onverwacht op 27 oktober 1819.
Hij toonde ook belangstelling voor de klassieke auteurs, Nederlandse, Engelse, Italiaanse en Franse literatuur en schone kunsten, en was tevens een gelegenheidsredenaar. Zo hield hij meermaals toespraken op de prijsuitdelingen van de Koninklijke Academie van Teeken-, Schilder-, Beeldhouw- en Bouwkunst.

### Eerbetoon
- Twee zilveren medailles tijdens zijn humaniora,
- "Palma exercitationis Rhetoricae" tijdens zijn studie wijsbegeerte in Leuven,
- primus in de wijsbegeerte tijdens zijn studie wijsbegeerte in Leuven (1793),
- gouden medaille van de broederschap van St.-Antonius en het Koninklijk College (1793),
- zilveren penning van de stad Gent voor zijn sierlijke en onberispelijke taal,
- lid van het Letterkundig Genootschap van Gent,
- lid van de Koninklijke Maatschappij van Fraaije Kunsten en Letteren in Gent,
- lid van de Koninklijke Maatschappij van Rhetorica in Gent.